# (14098) Šimek
14098 Simek (1997 QS) – planetoida z pasa głównego asteroid okrążająca Słońce w ciągu 5,04 lat w średniej odległości 2,94 j.a. Odkryta 24 sierpnia 1997 roku.